# Берхем, Николас Питерс
Николас (Клас) Питерс Берхем Старший (нидерл. Nicolaes (Claesz.) Pieterszoon (Pietersz) Berchem, Berghem, Berighem; 1 октября 1620, Харлем — 18 февраля 1683, Амстердам) — голландский живописец, рисовальщик и гравёр в технике офорта Золотого века голландского искусства. Романист. Мастер пейзажа и картин бытового жанра. Прозван по месту рождения «ван Харлем», но получил благодаря своему таланту прозвище «Феокрита живописи». Работал в Риме, а затем в Амстердаме.

## Биография
Берхем родился в Харлеме в семье живописца Питера Класа, в начале 1620-х годов переехавшего в Харлем из Берхема близ Антверпена. Учиться живописи Николас начал в четырнадцать лет. Его настоящее имя было Николас, или Клас, Питерс. Свою первую работу он подписал «Берхем» в честь места рождения отца. Его первым учителем был отец, специализировавшийся в написании натюрмортов, однако неизвестен ни один натюрморт работы Берхема.
Позднее Николас обучался в мастерской пейзажиста Яна ван Гойена, бывшего в Харлеме в 1634 году, Питера де Греббера и, примерно до 1640 года, у Николаса Муйарта в Амстердаме.

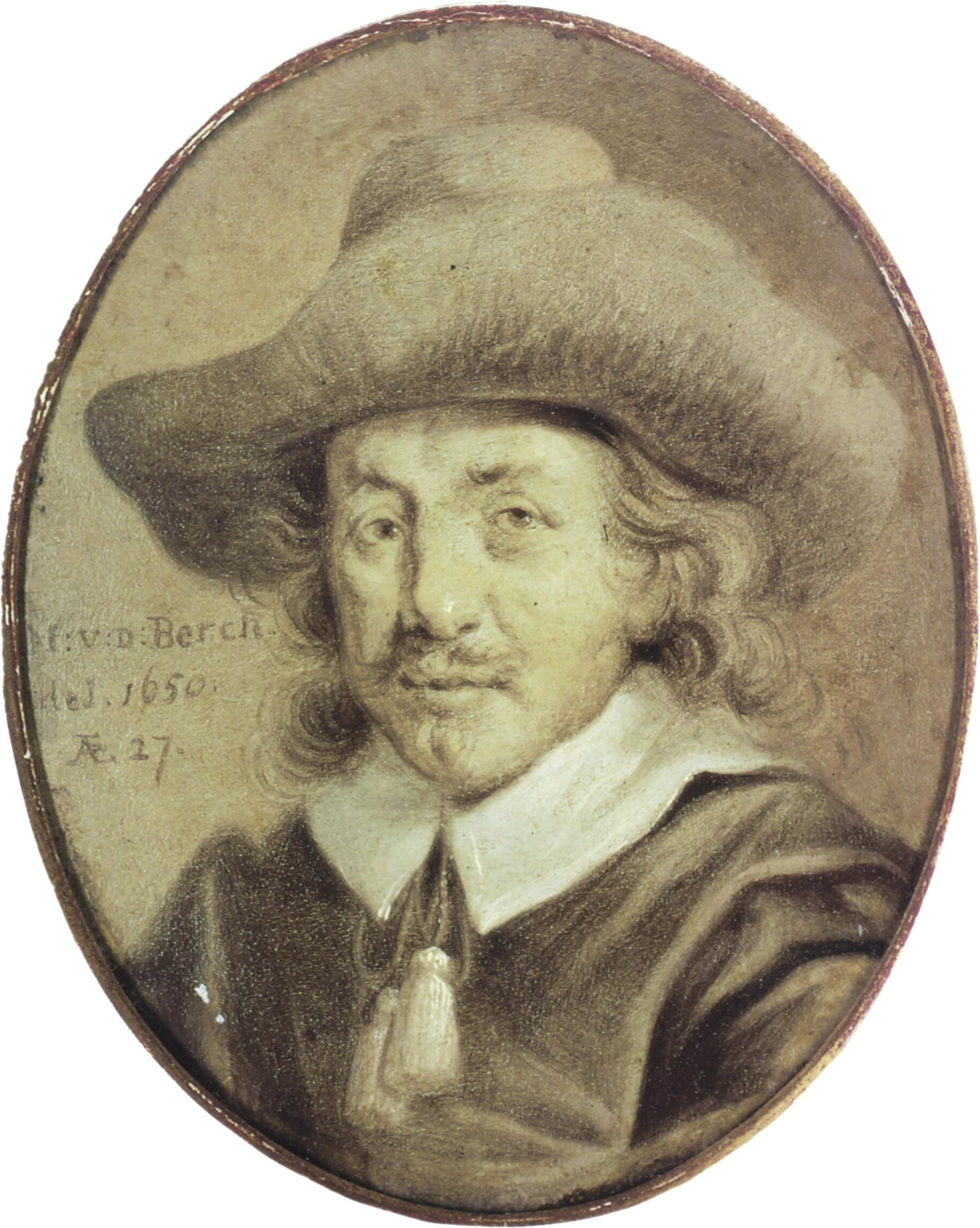
Я. Столкер. Портрет Николаса Берхема. Между 1739 и 1785. Медь, масло. Миниатюра. Частное собрание

От Муйарта Берхем перенял увлечение идиллическими «аркадскими пейзажами». Возможно, выбор наставника из Амстердама был обусловлен смертью матери Николаса в 1634 году и вторичной женитьбой отца год спустя. Влияние Муйарта заметно в изображении животных на ранней работе Берхема «Иаков у колодца». До конца 1630-х годов Николас сменил ещё нескольких учителей: Яна Вилса, и Яна Баптиста Веникса (которого Берхем называл кузеном).
6 мая 1642 года Берхем (зарегистрированный как Клас Питерсен) стал членом харлемской Гильдии Святого Луки. Берхем добился известности, выполняя гравюры в технике офорта по живописным оригиналам других художников, распространяемые издателями и книготорговцами Харлема и Амстердама. 13 января 1645 года он стал членом голландской реформатской церкви. Свидетелем его при этом вступлении был его сосед Ян Вилс.
Ранее считалось, что до 1646 года Берхем находился в Риме, однако впоследствии эта версия была отвергнута. 16 сентября 1646 года художник женился на Катарине Класдр де Гроот (1627—1683). У супругов было четверо детей: два сына и две дочери, в том числе Николас Берхем Младший (1649—1672), который позднее также стал художником. После смерти первой жены Берхем Старший женился на падчерице Яна Вильса.
Вместе с Якобом ван Рёйсдалем около 1650 года Берхем совершил поездку в Вестфалию. Предполагают, что после этого он отправился в Италию, работал там в 1651—1653 годах и наряду с Яном Ботом стал одним из ранних представителей романизма в голландской пейзажной живописи XVII века. Арнольд Хоубракен, главный историограф нидерландских художников XVII века, «умалчивает о поездке Берхема в Италию», однако «об этом говорят сами картины».
Вернувшись в Харлем, художник в 1656 году приобрёл собственный дом с садом. Он стал деканом гильдии, а два года спустя удостоился звания мастера. По его инициативе в гильдии была введена традиция: каждый художник, покидающий город, должен был предоставлять одну из своих картин для украшения зала гильдии. Первым такой пример подал сам Берхем, который в 1660-х годах уехал в Амстердам, где знаменитый гравёр, издатель и картограф Николас Висхер привлёк его к оформлению нового географического атласа.
Сотрудничество Берхема с Висхером продолжалось на протяжении первой половины 1660-х годов. В Амстердаме Берхем прожил свыше десяти лет, вернувшись в Харлем только весной 1670 года. Но в 1677 году художник вновь переехал в Амстердам — теперь уже навсегда. Мастер продолжал писать пейзажи, портреты, аллегорические картины и животных.
Берхем умер в 1683 году и был похоронен 23 февраля в Западной церкви (Вестеркерк) в Амстердаме. Его коллекция картин была продана на аукционе в доме его вдовы 4 мая 1683 года. Коллекция рисунков и гравюр была распродана на аукционе 7 декабря 1683 года.

## Творчество
Типичными для творчества Николаса Берхема стали написанные в тёплых тонах виды Италии, подчас населённые мифологическими или библейскими персонажами. Произведения этого жанра были в большой моде в Голландии. Помимо них, Берхем писал городские пейзажи, зимние и пасторальные сцены в традициях нидерландского натурализма, аллегорические картины и бытовые сценки.
Берхем — исключительно плодовитый мастер, он создал более 800 картин, которые высоко ценили коллекционеры произведений искусства конца XVIII — начала XIX века. Ему также принадлежат 50 или 80 гравюр и около 500 рисунков. В число известных произведений мастера входят картины: «Пейзаж с животными», «Пейзаж с Лаваном и Рахилью», «Охота на кабана», «Женщина, доящая козу», «Пророк», «Зима», «Отплытие барки», «Восход солнца», «Вид Ниццы», «Пейзаж с большими деревьями», «Пейзаж с башней», «Водопой», «Переход через реку», «Явление ангела пастухам», «Похищение Европы» «Отдых Святого семейства», «Отдых охотников на берегу реки» (картина, которую он написал в состязании с Яном Ботом), «Дорога», «Отдыхающее у скалы стадо», «Женщина, которая гонит на водопой корову». Кроме того, Берхем часто вписывал фигуры людей и животных на картинах других художников: Алларта ван Эвердингена, Яна Хаккерта, Герарда Доу, Иоганна Лингельбаха, Мейндерта Хоббемы, Виллема Схеллинкса.
Никто лучше Берхема не передавал красоту природы. Он не любил серое небо, какое видел на картинах Рёйсдала, Остаде, ван Гойена и других, и преображал туманную природу своей родины, заполняя её весёлым и радостным светом, «как в Италии». Его ученик Юстус ван Хёйсум рассказывал, что живопись для Берхема была приятным препровождением времени. Посреди смеха и песен возникали его лучшие произведения. Среди многочисленных учеников Берхема, кроме ван Хёйсума и сына, Николаса Берхема Младшего, были Карел Дюжарден, Питер де Хох, Дирк Мас, Якоб Охтервелт, Виллем Ромейн, Ян Солмакер, Ян ван Хухтенбург.
Во второй половине XVIII века Берхем считался одним из самых выдающихся голландских художников. Французская и, отчасти, английская живопись XVIII века немыслимы без Берхема, картины которого, широко известные благодаря многочисленным репродукционным гравюрам того времени, вдохновили таких выдающихся живописцев, как Антуан Ватто, Франсуа Буше, Жан-Батист Удри, Томас Гейнсборо, Жан-Батист Пильман и Жан-Оноре Фрагонар.
В 2006—2007 годах в музее Франса Халса в Харлеме проходила ретроспективная выставка произведений Николаса Берхема. В санкт-петербургском Эрмитаже имеется тринадцать работ Берхема.

## Галерея

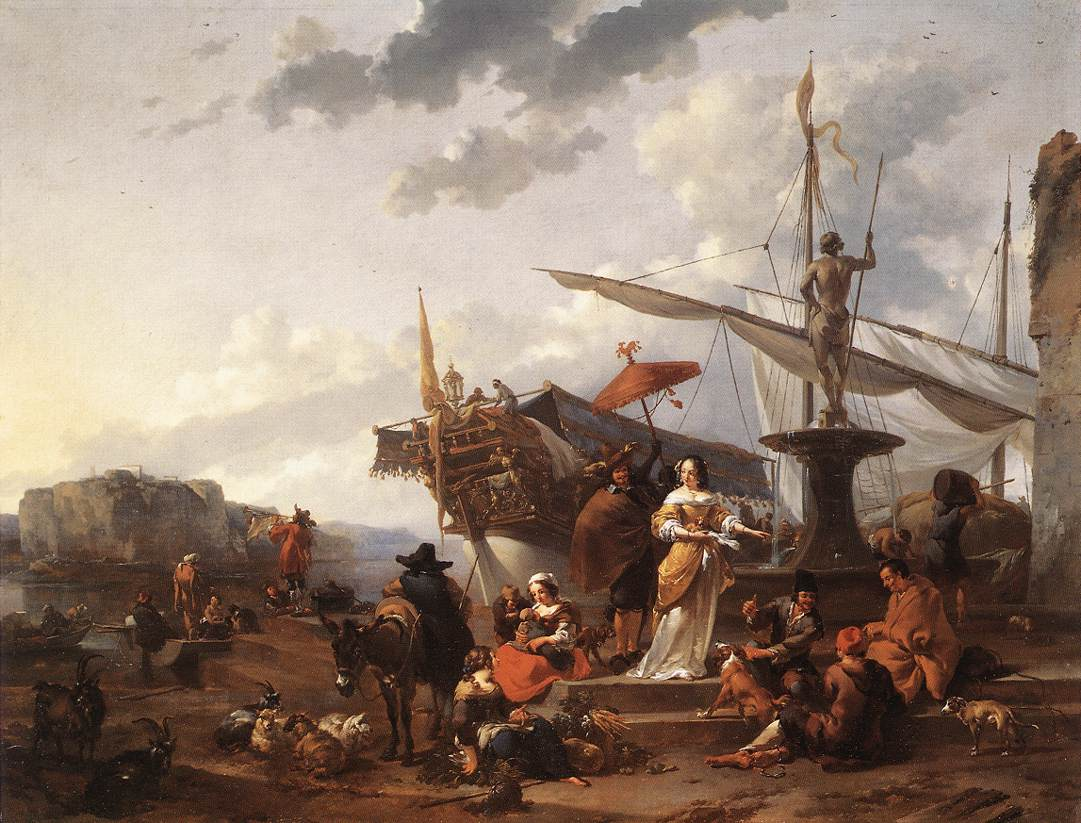
Сцена в южной гавани. Между 1657 и 1659. Холст, масло. Собрание Уоллеса, Лондон
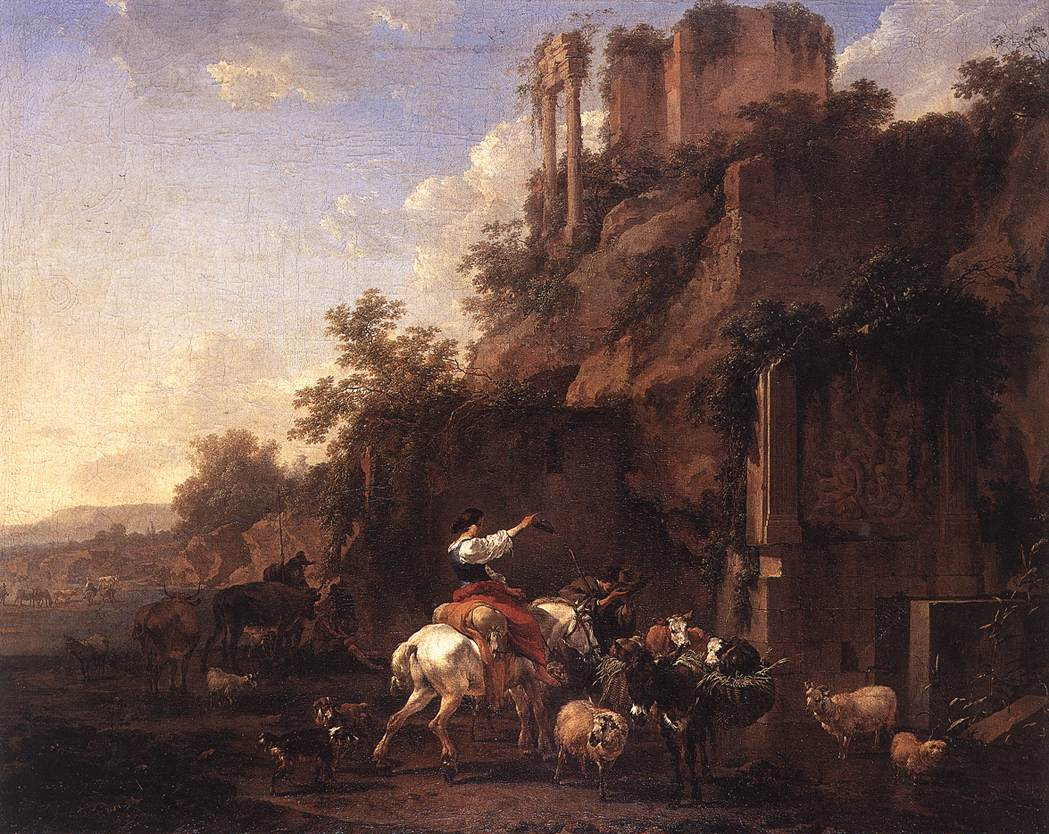
Горный пейзаж с античными руинами. Ок. 1657. Холст, масло. Старая пинакотека, Мюнхен
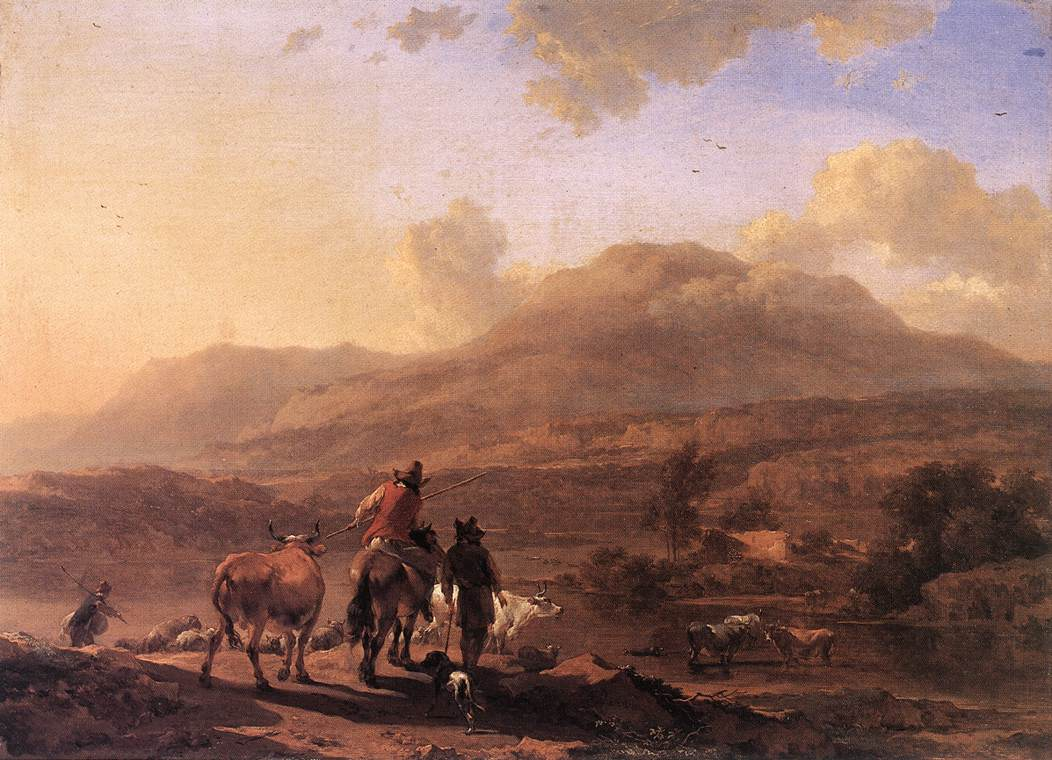
Итальянский вечерний пейзаж. Ок. 1670. Дерево, масло. Старая пинакотека, Мюнхен
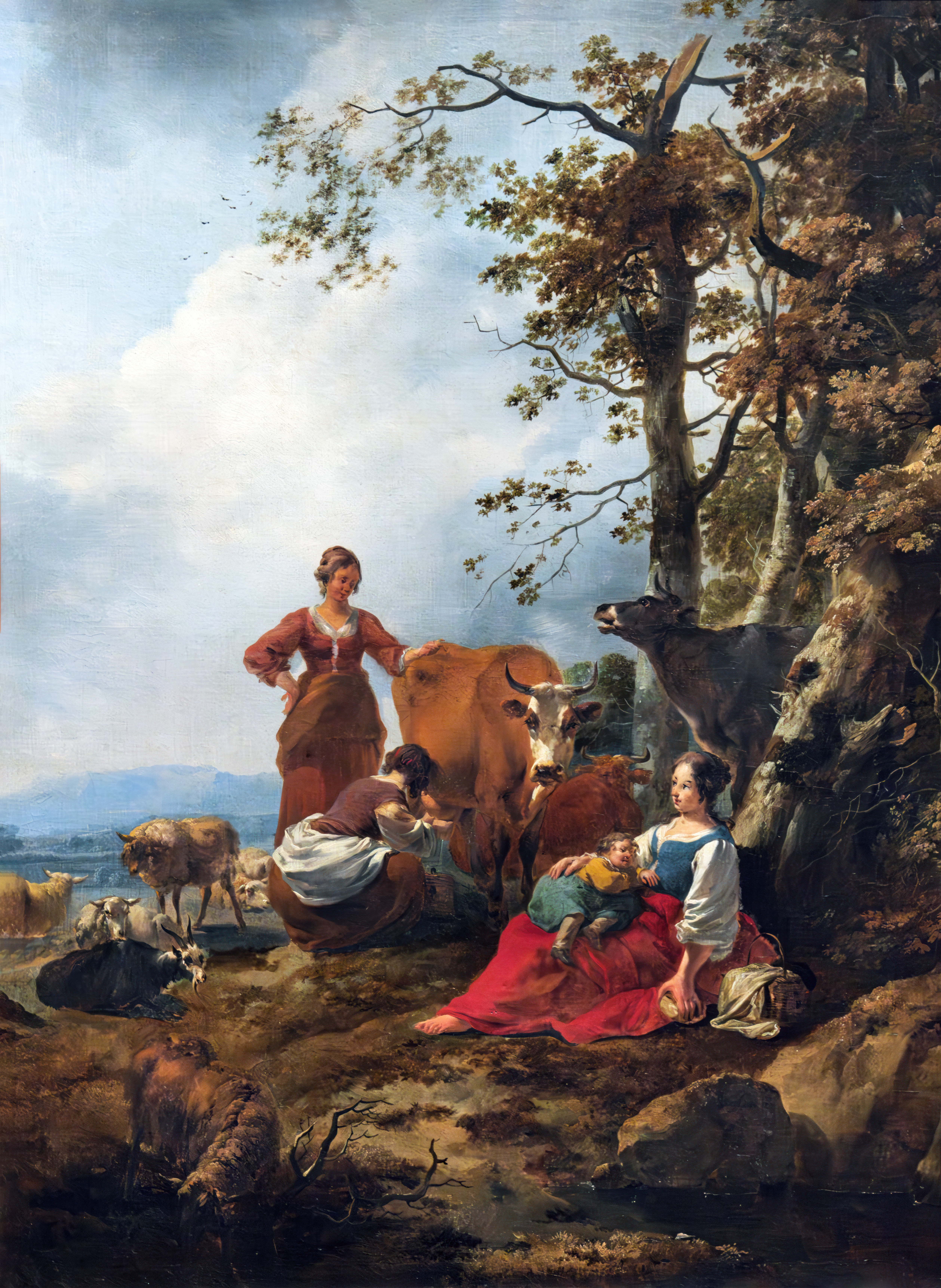
Пейзаж с фермерами и скотом. 1650-е. Холст, масло. Галерея Академии, Венеция
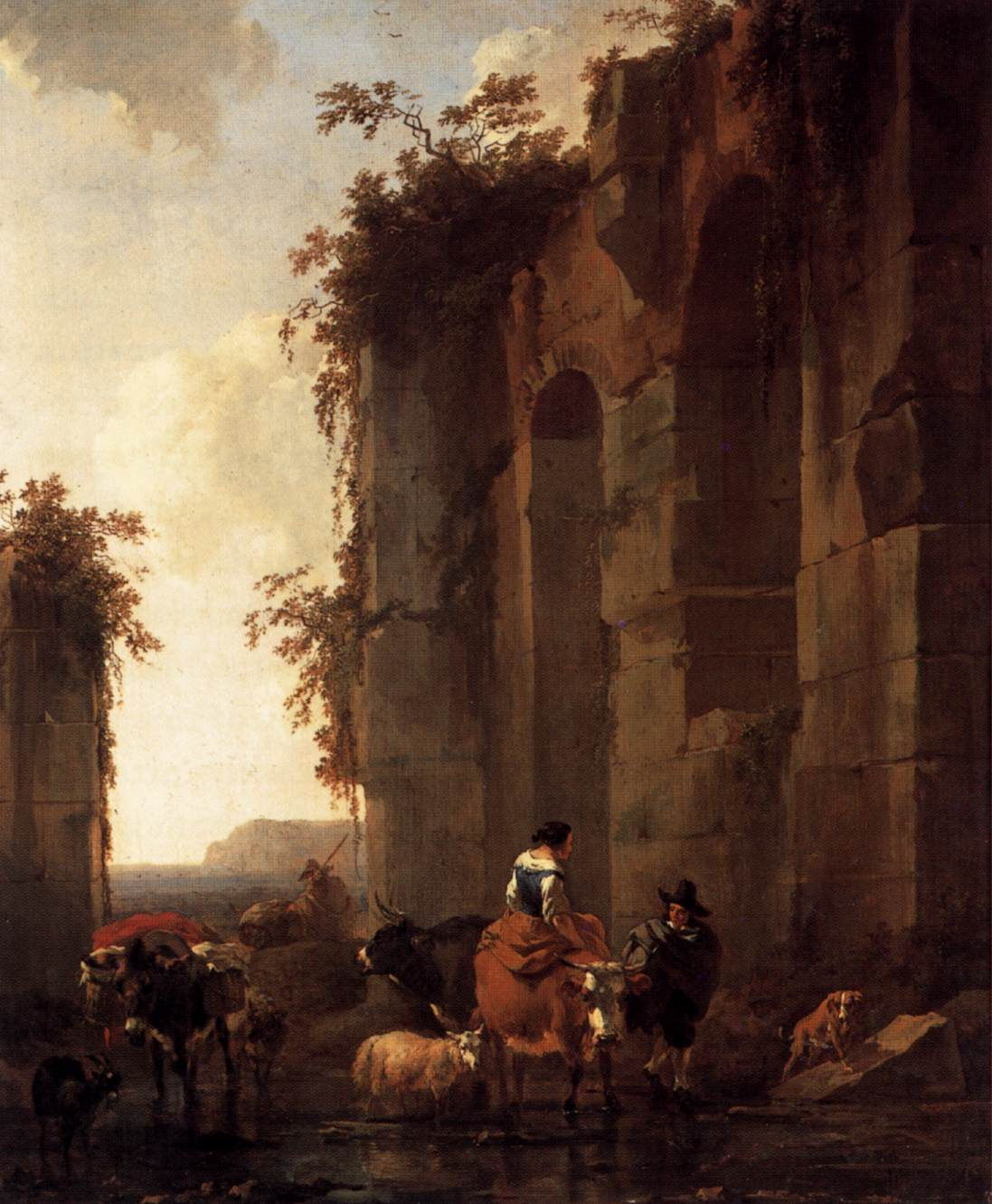
Итальянские руины. 1658. Дерево, масло. Центральный музей Утрехта
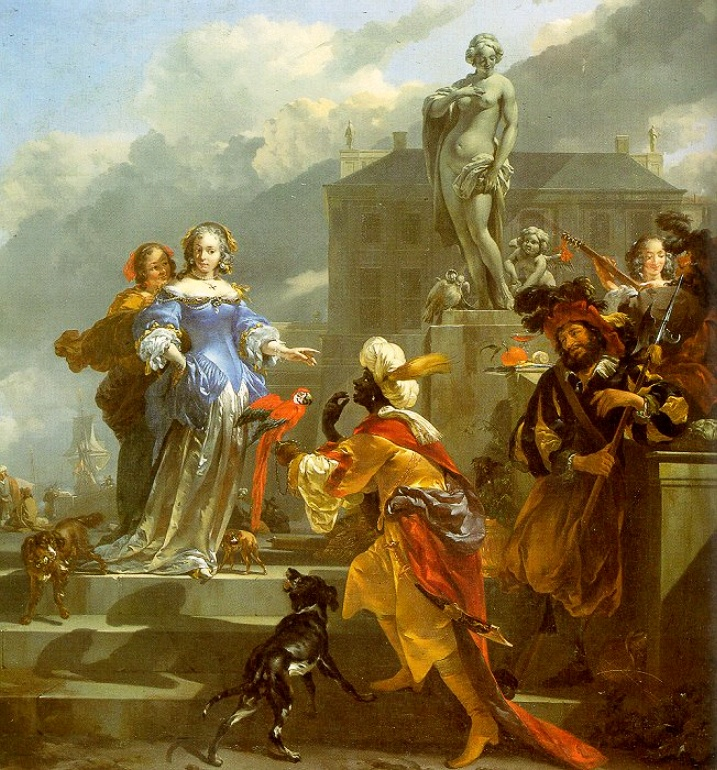
Отелло и Дездемона. Ок. 1655. Холст, масло. Уодсворт Атенеум, Хартфорд, США
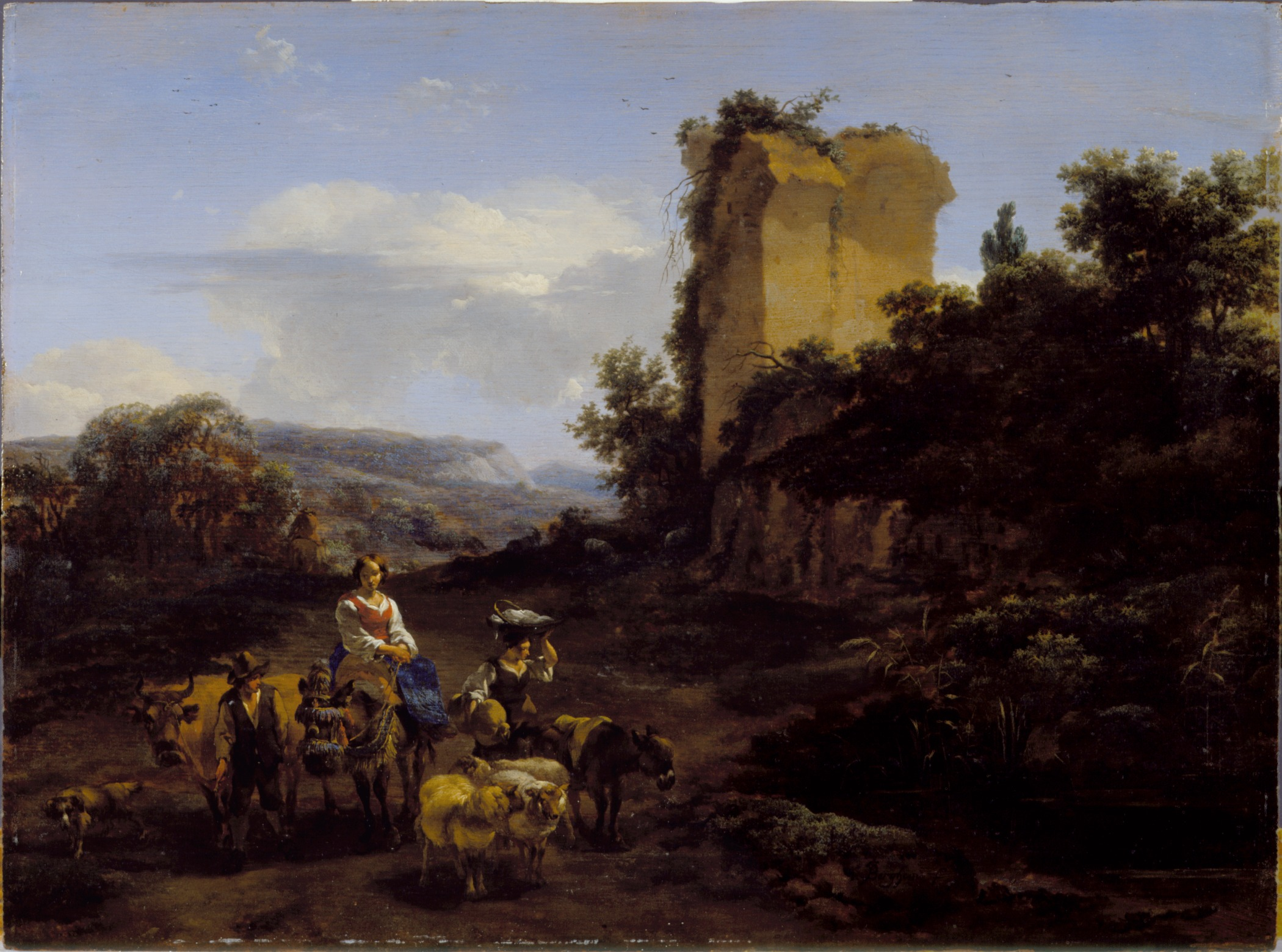
Пейзаж с руинами и путниками. 1654. Дерево, масло. Музей искусств округа Лос-Анджелес, США
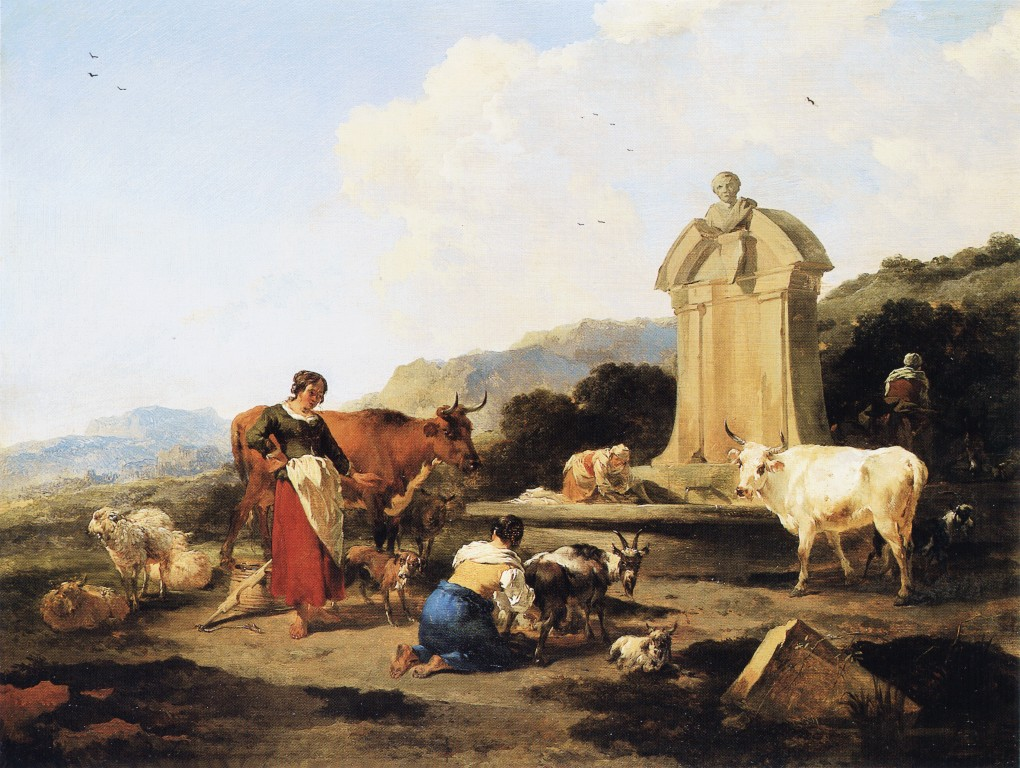
Римский фонтан с животными и фигурами. 1640-е. Холст, масло. Даличская картинная галерея, Лондон